# Justin Abdelkader
Justin Abdelkader (né le 25 février 1987 à Muskegon dans le Michigan aux États-Unis) est un joueur professionnel américain de hockey sur glace.

## Carrière de joueur
Joueur américain repêché en 2005 par les Red Wings de Détroit, il joue trois saisons avec les Spartans de Michigan State, où il remporte le titre nationale de la NCAA, en plus de remporter quelques honneurs individuels. À la toute fin de la saison 2007-2008, il joue ses deux premières parties dans la Ligue nationale de hockey. Bien qu'il reste avec les Red Wings jusqu'à leur conquête de la Coupe Stanley en juin, son nom ne figure pas à l'alignement des champions n'ayant pas joué le nombre requis de parties en saison régulière et aucune en séries éliminatoires.
En 2008-2009, il commence sa première saison complète chez les professionnels avec les Griffins de Grand Rapids, club école des Red Wings dans la Ligue américaine de hockey.
En février 2020, il signe au EV Zoug, dans le championnat de Suisse, avec qui il remporte le titre en 2021.

## Vie privée
Justin Abdelkader est le fils de Joseph Abdelkader, professeur, et de sa femme Sheryl, infirmière. Le nom Abdelkader est arabe. Son grand-père paternel, Yusuf Abdul Qadir (anglicisé en Joseph Abdelkader), a émigré de Jordanie à l'âge de 19 ans à Muskegon, dans le Michigan, et a épousé une jeune polonaise nommée Zuzanna (Susie).
Justin Abdelkader est allé à l'école primaire Churchill, à l'école secondaire Mona Shores et a obtenu son diplôme de l'école secondaire Mona Shores en 2005. Il a été nommé dans l'équipe de hockey de tous les États et s'est vu attribuer le prix M. Hockey, décerné au meilleur joueur de hockey sur glace d'école secondaire du Michigan. Durant sa dernière année, il a joué pour les RoughRiders de Cedar Rapids de l'USHL.
Abdelkader s'est fiancé avec sa petite amie Julie Leshkevich en novembre de 2016.

## Statistiques

### En club
| Saison     | Équipe                      | Ligue      |     | Saison régulière | Saison régulière | Saison régulière | Saison régulière | Saison régulière |   | Séries éliminatoires | Séries éliminatoires | Séries éliminatoires | Séries éliminatoires | Séries éliminatoires |
| Saison     | Équipe                      | Ligue      | PJ  | B                | A                | Pts              | Pun              | PJ               | B | A                    | Pts                  | Pun                  |                      |                      |
| 2003-2004  | Muskegon Mona Shores        | HS         | 28  | 37               | 43               | 80               | -                | -                | - | -                    | -                    | -                    |                      |                      |
| 2004-2005  | RoughRiders de Cedar Rapids | USHL       | 60  | 27               | 25               | 52               | 86               | 11               | 0 | 4                    | 4                    | 8                    |                      |                      |
| 2005-2006  | Spartans de Michigan State  | NCAA       | 44  | 10               | 12               | 22               | 83               | -                | - | -                    | -                    | -                    |                      |                      |
| 2006-2007  | Spartans de Michigan State  | NCAA       | 38  | 15               | 18               | 33               | 91               | -                | - | -                    | -                    | -                    |                      |                      |
| 2007-2008  | Spartans de Michigan State  | NCAA       | 42  | 19               | 21               | 40               | 107              | -                | - | -                    | -                    | -                    |                      |                      |
| 2007-2008  | Red Wings de Détroit        | LNH        | 2   | 0                | 0                | 0                | 2                | -                | - | -                    | -                    | -                    |                      |                      |
| 2008-2009  | Griffins de Grand Rapids    | LAH        | 76  | 24               | 28               | 52               | 102              | 10               | 6 | 2                    | 8                    | 23                   |                      |                      |
| 2008-2009  | Red Wings de Détroit        | LNH        | 2   | 0                | 0                | 0                | 0                | 10               | 2 | 1                    | 3                    | 0                    |                      |                      |
| 2009-2010  | Griffins de Grand Rapids    | LAH        | 33  | 11               | 13               | 24               | 86               | -                | - | -                    | -                    | -                    |                      |                      |
| 2009-2010  | Red Wings de Détroit        | LNH        | 50  | 3                | 3                | 6                | 35               | 11               | 1 | 1                    | 2                    | 36                   |                      |                      |
| 2010-2011  | Red Wings de Détroit        | LNH        | 74  | 7                | 12               | 19               | 61               | 11               | 0 | 0                    | 0                    | 22                   |                      |                      |
| 2011-2012  | Red Wings de Détroit        | LNH        | 81  | 8                | 14               | 22               | 62               | 5                | 0 | 0                    | 0                    | 2                    |                      |                      |
| 2012-2013  | Red Wings de Détroit        | LNH        | 48  | 10               | 3                | 13               | 34               | 12               | 2 | 1                    | 3                    | 33                   |                      |                      |
| 2013-2014  | Red Wings de Détroit        | LNH        | 70  | 10               | 18               | 28               | 31               | 5                | 0 | 2                    | 2                    | 6                    |                      |                      |
| 2014-2015  | Red Wings de Détroit        | LNH        | 71  | 23               | 21               | 44               | 72               | 5                | 0 | 2                    | 2                    | 6                    |                      |                      |
| 2015-2016  | Red Wings de Détroit        | LNH        | 82  | 19               | 23               | 42               | 120              | 5                | 1 | 0                    | 1                    | 35                   |                      |                      |
| 2016-2017  | Red Wings de Détroit        | LNH        | 64  | 7                | 14               | 21               | 50               | -                | - | -                    | -                    | -                    |                      |                      |
| 2017-2018  | Red Wings de Détroit        | LNH        | 75  | 13               | 22               | 35               | 78               | -                | - | -                    | -                    | -                    |                      |                      |
| 2018-2019  | Red Wings de Détroit        | LNH        | 71  | 6                | 13               | 19               | 38               | -                | - | -                    | -                    | -                    |                      |                      |
| 2019-2020  | Red Wings de Détroit        | LNH        | 49  | 0                | 3                | 3                | 25               | -                | - | -                    | -                    | -                    |                      |                      |
| 2020-2021  | EV Zoug                     | NL         | 9   | 4                | 4                | 8                | 22               | 13               | 6 | 3                    | 9                    | 47                   |                      |                      |
| 2021-2022  | Griffins de Grand Rapids    | LAH        | 3   | 0                | 0                | 0                | 2                | -                | - | -                    | -                    | -                    |                      |                      |
| 2021-2022  | HC Lugano                   | NL         | 6   | 0                | 1                | 1                | 33               | 6                | 2 | 3                    | 5                    | 22                   |                      |                      |
| 2022-2023  | EV Zoug                     | NL         | 24  | 2                | 3                | 5                | 41               | 5                | 1 | 2                    | 3                    | 8                    |                      |                      |
| Totaux LNH | Totaux LNH                  | Totaux LNH | 739 | 106              | 146              | 252              | 608              | 64               | 6 | 7                    | 13                   | 140                  |                      |                      |

### En équipe nationale
| Année | Compétition                 |   | PJ | B | A | Pts | Pun | +/-                       |  | Résultat |
| 2007  | Championnat du monde junior | 7 | 0  | 2 | 2 | 10  | +1  | Médaille de bronze, monde |  |          |
| 2012  | Championnat du monde        | 8 | 1  | 3 | 4 | 4   | +4  | 7e place                  |  |          |
| 2014  | Championnat du monde        | 7 | 3  | 1 | 4 | 31  | 0   | 6e place                  |  |          |
| 2016  | Coupe du monde              | 3 | 1  | 0 | 1 | 2   | -1  | 7e place                  |  |          |
| 2021  | Championnat du monde        | 6 | 0  | 1 | 1 | 0   | -1  | Médaille de bronze, monde |  |          |
| 2022  | Jeux olympiques             | 1 | 0  | 1 | 1 | 2   | 0   | 5e place                  |  |          |

## Trophées et honneurs
- National Collegiate Athletic Association
  - 2006-2007 : 
    - remporte le titre avec les Spartans de Michigan State
    - nommé dans l'équipe d'étoiles du tournoi
    - nommé joueur le plus utile à son équipe
- Ligue américaine de hockey
  - 2008-2009 : nommé dans l'équipe d'étoiles des recrues
- Championnat de Suisse
  - 2020-2021 : remporte le titre avec l'EV Zoug